# Strada nazionale 53
La strada nazionale 53 era una strada nazionale del Regno d'Italia, che congiungeva Pisa al mare Adriatico.
Venne istituita nel 1923 con il percorso "Pisa - Empoli - Firenze - Pontassieve - Forlì - Ravenna - Porto Corsini".
Nel 1928, in seguito all'istituzione dell'Azienda Autonoma Statale della Strada (AASS) e alla contemporanea ridefinizione della rete stradale nazionale, il suo tracciato costituì per intero la strada statale 67 Tosco-Romagnola.